# Chiesa di San Vitale (Isola Vicentina)
La chiesa di San Vitale è la parrocchiale di Castelnovo, frazione di Isola Vicentina in provincia e diocesi di Vicenza; fa parte del vicariato di Castelnovo-Malo.
La struttura odierna (terminata nel 1911) fu costruita adiacente alla vecchia chiesa (presente da prima del 1262) e i due templi coesistettero per un breve periodo fino al 1921, data della demolizione definitiva della vecchia struttura.

## Storia

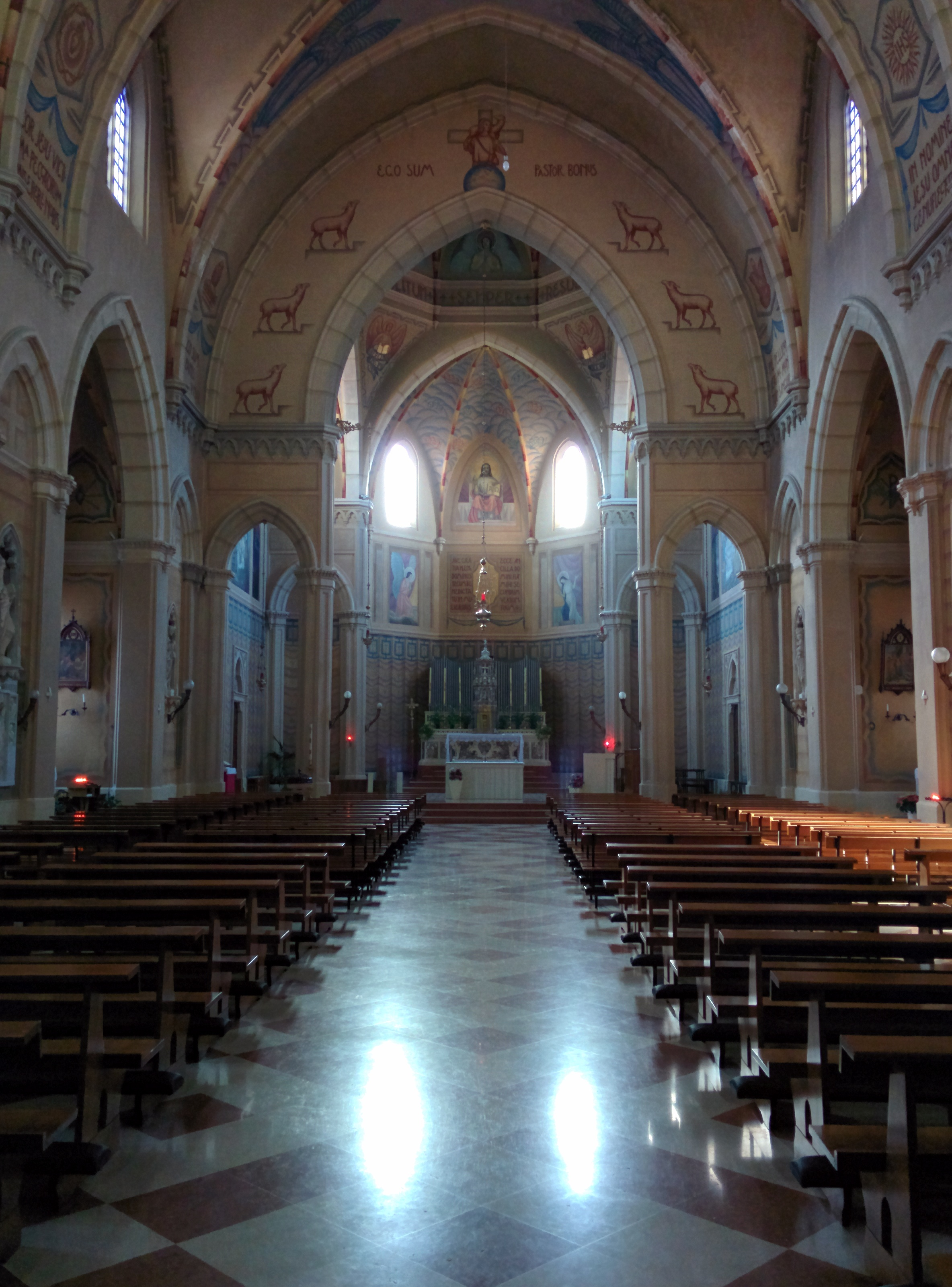
Interno della chiesa

### I progetti della nuova chiesa
Già nel 1842 don Bartolomeo Fonato avvertiva il disagio di ristrettezza della struttura religiosa per la fiorente popolazione del paese. Dopo lo spostamento del cimitero adiacente alla chiesa, il parroco pensò ad un progetto di ampliamento della struttura che nel 1844 si trovava già a buon punto. Per motivi non ben documentati il progetto non poté proseguire e tutti soldi raccolti vennero devoluti per la sistemazione della canonica.
Fu quindi solo nel 1894 che «i Padri di famiglia lamentando l'angustia della chiesa parrocchiale deliberarono di erigere un nuovo tempio». Il parroco don Giuseppe Formenton mise quindi in moto la macchina organizzativa e, dopo aver ottenuto la cessione dell'orto vicino al sagrato della vecchia chiesa, si adoperò per contattare Gerardo Marchioro, progettista nato e cresciuto a Castelnovo e impegnato in molti cantieri in provincia.
Marchioro realizzò due progetti per rispondere alle esigenze architettoniche vicentine del periodo che, da uno stile neoclassico ad inizio XIX secolo si stavano spostando verso un indirizzo neogotico a fine secolo: un primo progetto comprendeva una facciata d'ordine ionico e corintio, l'altro aveva un indirizzo più neogotico. Vennero entrambi proposti alla Commissione Vescovile per l'Epigrafia ed Arte Cristiana la quale, con qualche modifica, li approvò entrambi lasciando alla comunità la decisione. In una relazione presentata al comune del paese si legge che «fu scelta l'architettura gotica semplice, essendo la più idonea al luogo». Il progetto prescelto quindi venne approvato dal Regio Ufficio del Genio Civile di Vicenza il 24 ottobre 1903.

### I lavori
(Commissione locale per la nuova chiesa)
La Commissione istituita per sovrintendere ai lavori cercò sempre di non indebitarsi, ma non fu facile non mancare mai a questa promessa e in almeno due occasioni ci fu la necessità di ricorrere ad un prestito (nel 1897 e nel 1903, con la richiesta di un finanziamento comunale). La commissione, con l'aiuto del nuovo parroco don Stefano Rovigati, mise in moto una grande macchina di coinvolgimento popolare che permise di racimolare i fondi necessari per portare avanti i lavori: ogni festività diventò un'occasione per l'organizzazione di tombole, spettacoli, pesche di beneficenza e lotterie e si incentivarono le offerte tramite l'installazione di nuove cassette per le elemosine o attraverso numerose questue. In mancanza di denari i lavori si fermavano, cosa che accadde più volte (tra il 1897 e il 1899, nel 1902 e tra il 1904 e il 1908).

#### Dall'inizio al 1902
Nel febbraio 1895 si cominciarono a predisporre i materiali ricavati dalla cava di pietre e dal letto del Timonchio nel cantiere e per la costruzione delle vasche per la calce. Il 25 agosto 1895 venne posta la prima pietra con cerimonia solenne presieduta da monsignor Attilio Caldana, che presiederà una seconda messa solenne in occasione dell'ufficiatura nel 1912.
Nei primi tre mesi si cercò di bonificare il terreno in modo da poter usufruire di una solida base su cui costruire il tempio. Dopo due anni, nel 1897, la struttura arrivò a un metro di altezza.
Per due anni i lavori rimasero fermi e in questo periodo morì don Giuseppe Formenton che venne sostituito da don Stefano Rovigati, il quale portò avanti con convinzione e alacrità il progetto del predecessore. Nel 1899 i lavori ripresero con il raggiungimento di 6 metri d'altezza dei muri perimetrali e della facciata. Tra il 1900 e il 1902 l'altezza di coro, abside e facciata arrivò a 9 metri, vennero costruiti il muretto di confine con la proprietà dei Bertolini e si imbastirono le porte (principale e laterali).
Nel 1902 si ruppe l'orologio del campanile. La manutenzione dovette utilizzare i fondi dedicati alla chiesa e quindi, per l'imperativo divieto della commissione di contrarre debiti, i lavori si fermarono. Per cercare almeno di terminare il coro, la commissione chiese un finanziamento all'Amministrazione Comunale che concesse 5.000 £ da devolversi in dieci anni recuperandoli dal gettito della Guizza, il bosco comunale.

#### Dal 1903 al termine
Grazie ai proventi comunali, seppur minimi, nel 1903 si poté terminare e coprire il coro.
Tra il 1903 e il 1904 i lavori dovettero di nuovo fermarsi per la scoperta di sospette crepe e affossamenti di alcune pareti e per la stonatura della campana maggiore. Tra il 1905 e il 1906 si procedette solo con lavori di aggiustamento e rafforzamento. Tali opere servirono solo a rallentare l'inevitabile dal momento che nel 1910, dopo il completamento della chiesa, i problemi si intensificarono. L'ostruzione dei canali sotterranei vicini alla chiesa, infatti, continuava a causare infiltrazioni nel terreno rendendo le fondamenta sempre più fragili.
I lavori ripresero solo 5 anni più tardi, nel 1908, durante i quali le opere murarie e le coperture vennero completate e vennero commissionate la statue per la facciata allo scultore Napoleone Guizzon. Nel settembre 1909 la chiesa venne liberata di tutte le impalcature esterne.
Nel 1910, come anticipato, si ripropose il problema dei cedimenti nel terreno che preoccupò non poco la comunità. Questa volta, però, al posto di rafforzare le murature si provvide a rafforzare le fondamenta e a rifare il muro sud-est e la porta della sacrestia perché irrimediabilmente danneggiati. In questo modo si poté decretare finalmente la fine dei lavori sulla struttura e dedicarsi alle imposte, che vennero costruite l'anno successivo. Alla fine del 1911, nonostante mancasse ancora qualche lavoro secondario, la chiesa fu definita ufficiabile. La nuova chiesa di San Vitale fu costruita in quasi 18 anni ad un costo complessivo di 102.793,10 £ dell'epoca.

#### Ufficiatura
La cerimonia di ufficiatura si tenne il 28 aprile 1912, giorno di San Vitale di Milano, presieduta dal vescovo di Vicenza monsignor Federico Rodolfi. Furono indetti due giorni di festa e vennero invitati le personalità più in vista del Comune, del Vicariato e della Diocesi, tutti i sacerdoti delle parrocchie del comune e gli appartenenti al convento di Santa Maria del Cengio.
A causa della pioggia le celebrazioni furono rinviate a lunedì, giorno in cui venne celebrata una cerimonia solenne da monsignor Attilio Caldana, lo stesso prete che aveva celebrato la messa di posa della prima pietra.

### Completamenti e modifiche successive
Nel 1921 venne completato l'oratorio adiacente alla chiesa usando i quadri di marmo bianco e rosso costituenti il pavimento della vecchia chiesa. Il parroco Dalla Paola voleva anche creare una stanza in cui porre il nuovo altare della Madonna donato da Paolo Bertolini, per ripristinare il vecchio altare all'interno della terza nicchia a sud della chiesa e per dare alla struttura l'aspetto interno uguale al vecchio tempio. L'idea non carezzava tutti i paesani, dei quali molti preferivano avere nella chiesa il nuovo altare in stile gotico come la chiesa. Per ovviare alle discussioni il prete porse il quesito al vescovo il quale ordinò di «non muovere gli altari esistenti e di porre nell'oratorio quello che è disponibile» decretando quindi che l'altare nuovo avrebbe dovuto restare nella chiesa.
Il 29 aprile 1922 venne inaugurato il monumento ai caduti della prima guerra mondiale, costruito sul sito in cui sorgeva la vecchia chiesa, da poco definitivamente demolita.

#### Soffitto

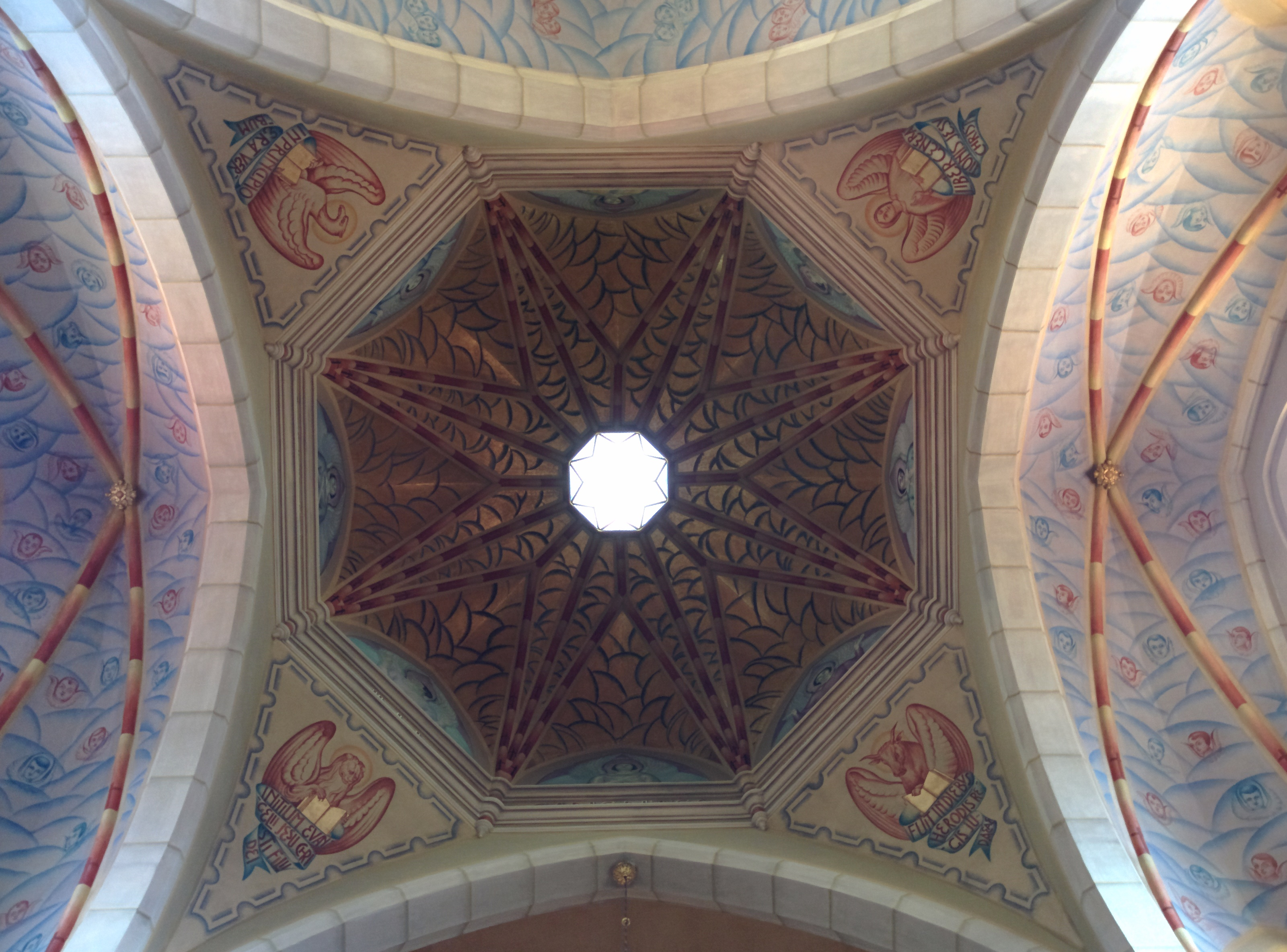
Particolare delle decorazioni della cupola sovrastante il coro.

Nel 1930 venne deciso di costruire il soffitto della chiesa (la copertura era già presente). La prematura morte di Gerardo Marchioro, architetto progettista di tutta la chiesa, portò alla scelta di Vincenzo Bonato di Schio il quale presentò due progetti: il primo che voleva la costruzione delle vele solo negli scomparti maggiori della navata e il secondo che, rispettando il progetto di Marchioro, prevedeva le vele anche negli scomparti minori. Bonato preferiva il primo progetto per dare più enfasi al presbiterio e all'abside. Questo scatenò l'ira dei paesani che vedevano storpiato e tradito il progetto di Marchioro e neppure la decisione del Commissariato Diocesano per l'Arte Sacra di optare per il primo progetto spense le critiche. Questo portò all'organizzazione di ulteriori proposte per soverchiare la decisione vescovile, che il parroco don Silvio Dalla Paola riuscì a placare con un volantino spiegando come la scelta fatta dalla Curia aveva delle basi religiose che dovevano essere rispettate.
Le decorazioni del soffitto furono fatte a tempera dal pittore Carlo Someda de Marco. La scelta delle tempere piuttosto degli affreschi fu dovuta all'impossibilità dell'artista di risiedere in paese perché docente all'Accademia di Venezia.
Mentre i dipinti vennero eseguiti personalmente dal professore Someda de Marco, i disegni murali furono copiati pedissequamente da Adolfo e Giuseppe Lovato basandosi su copie in cartone a grandezza naturale prodotte dal professore stesso. Il 18 ottobre 1931 il vescovo di Vicenza, monsignor Ferdinando Rodolfi, inaugurò le decorazioni con messa solenne.

## Descrizione
La chiesa di San Vitale è in stile neogotico, su progetto dell'architetto Gerardo Marchioro, come testimoniano le guglie e le decorazioni delle porte e delle nicchie che accolgono le statue nella facciata.

### Facciata

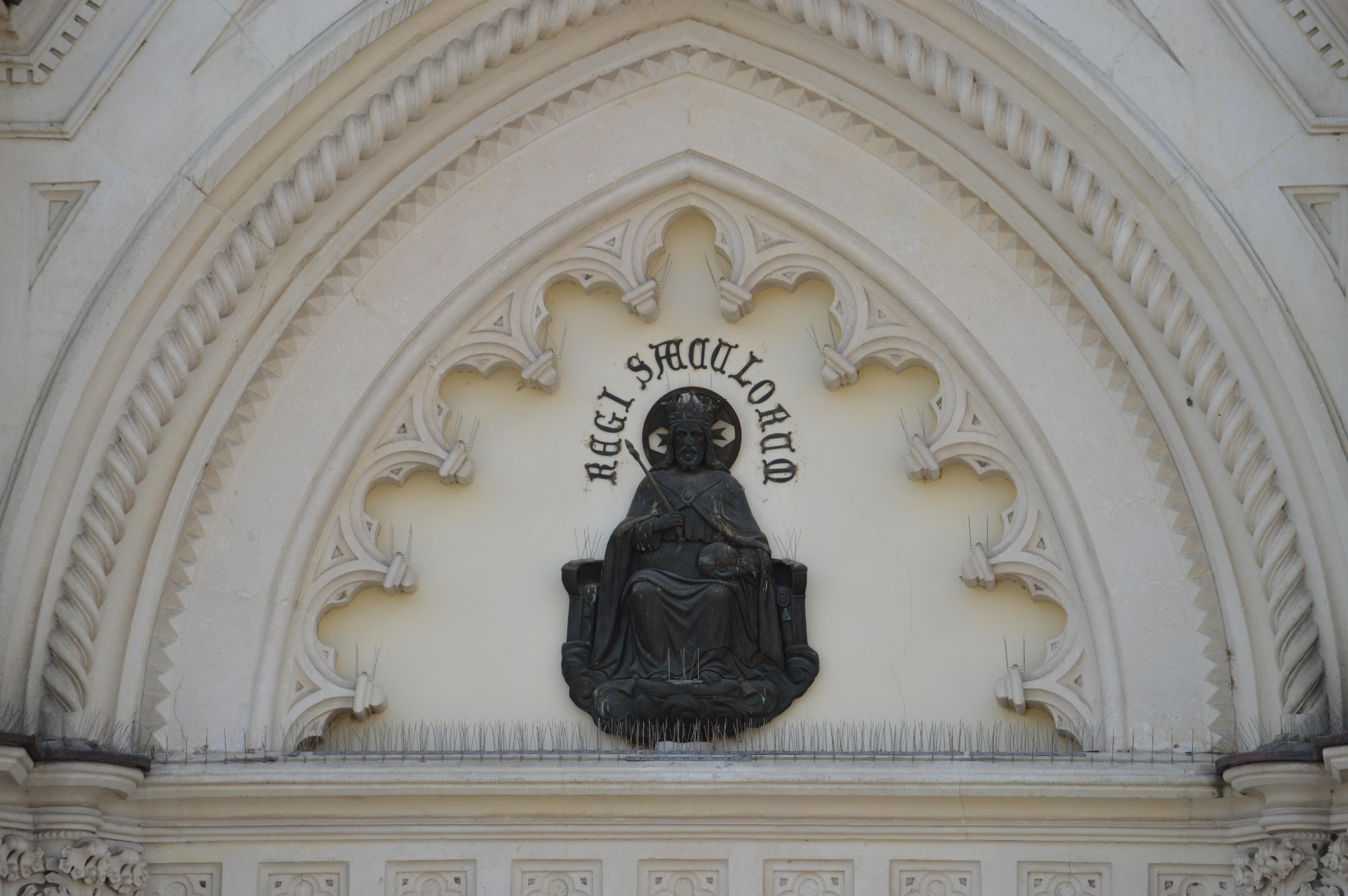
Altorilievo nel timpano della porta principale.

La facciata della chiesa presenta due pilastri che la dividono in tre settori, dei quali il centrale, che coincide con la navata interna, è il più ampio. 
Sono presenti un rosone a 12 petali, due nicchie contenenti le statue di San Vitale a sinistra e San Lorenzo a destra e il portone. Sulla cornice del tetto vi sono 5 pinnacoli provvisti di guglie: i tre sul settore centrale della facciata accolgono le statue di San Pietro a sinistra, San Giuseppe a destra e una statua in rame dorato del Sacro Cuore al centro. Tutte le statue sono opera dello scultore vicentino Napoleone Guizzon.
Il portone principale è decorato con due colonne ottagonali su cui poggiano altre due piccole colonne esagonali sovrapposte che esitano in una guglia, tutte costruite con pietra tenera di Grancona. Il timpano accoglie un altorilievo in rame battuto placcato in oro e bronzo che rappresenta Gesù seduto in trono con un globo nella mano sinistra. Il timpano è sormontato da un crocifisso bronzeo che reca sui bracci la scritta JESUS CHRISTUS HERI ET HODIE.

### Interno
La chiesa al suo interno presenta una sola navata con un soffitto caratterizzato da una serie di vele e sei cappelle laterali, tre per lato. Il soffitto di coro e abside, invece, presenta una serie di volte a sesto acuto che dipartono da un tamburo ottagonale.

#### Soffitto e pareti

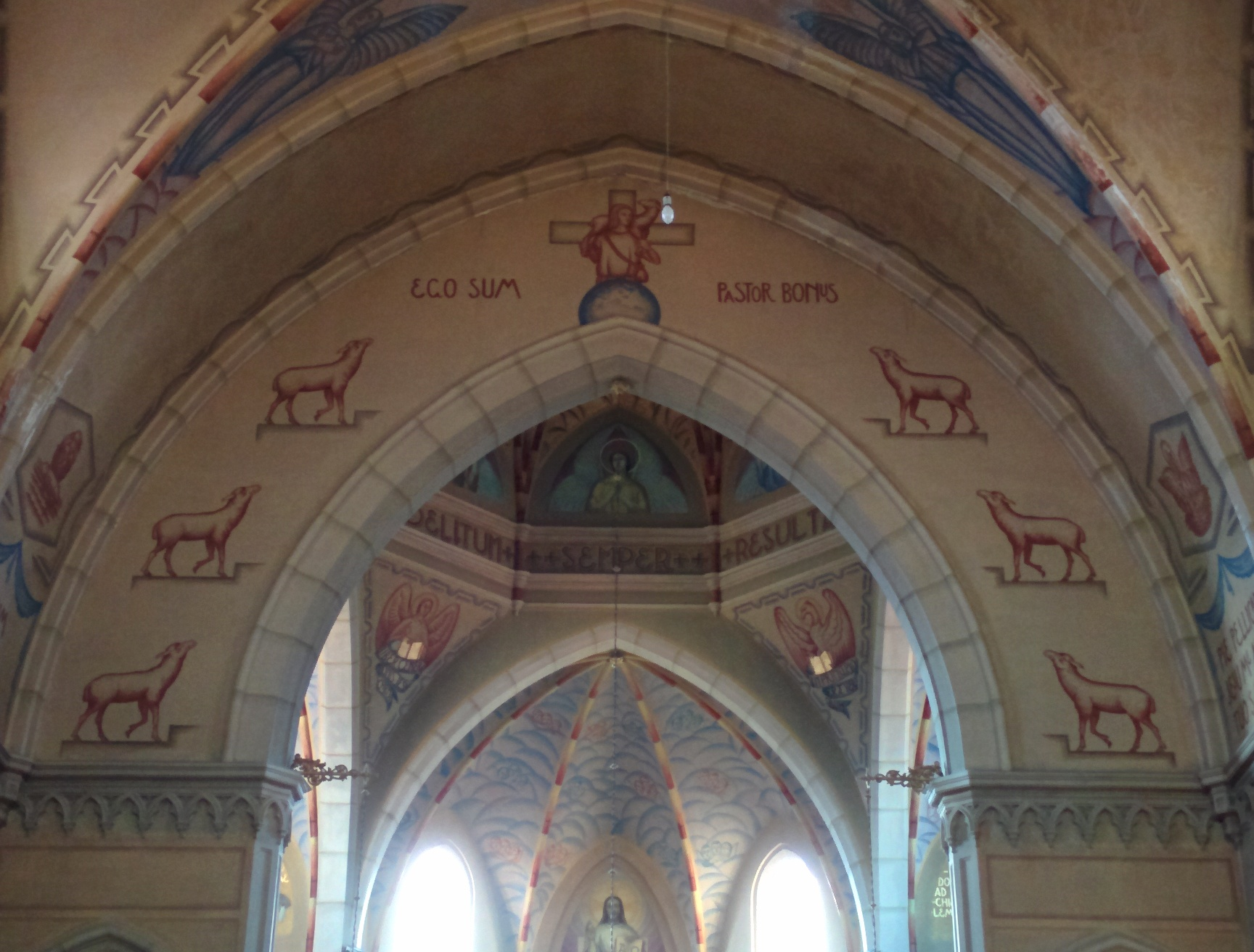
Particolare delle decorazioni dell'estradosso dell'ogiva.

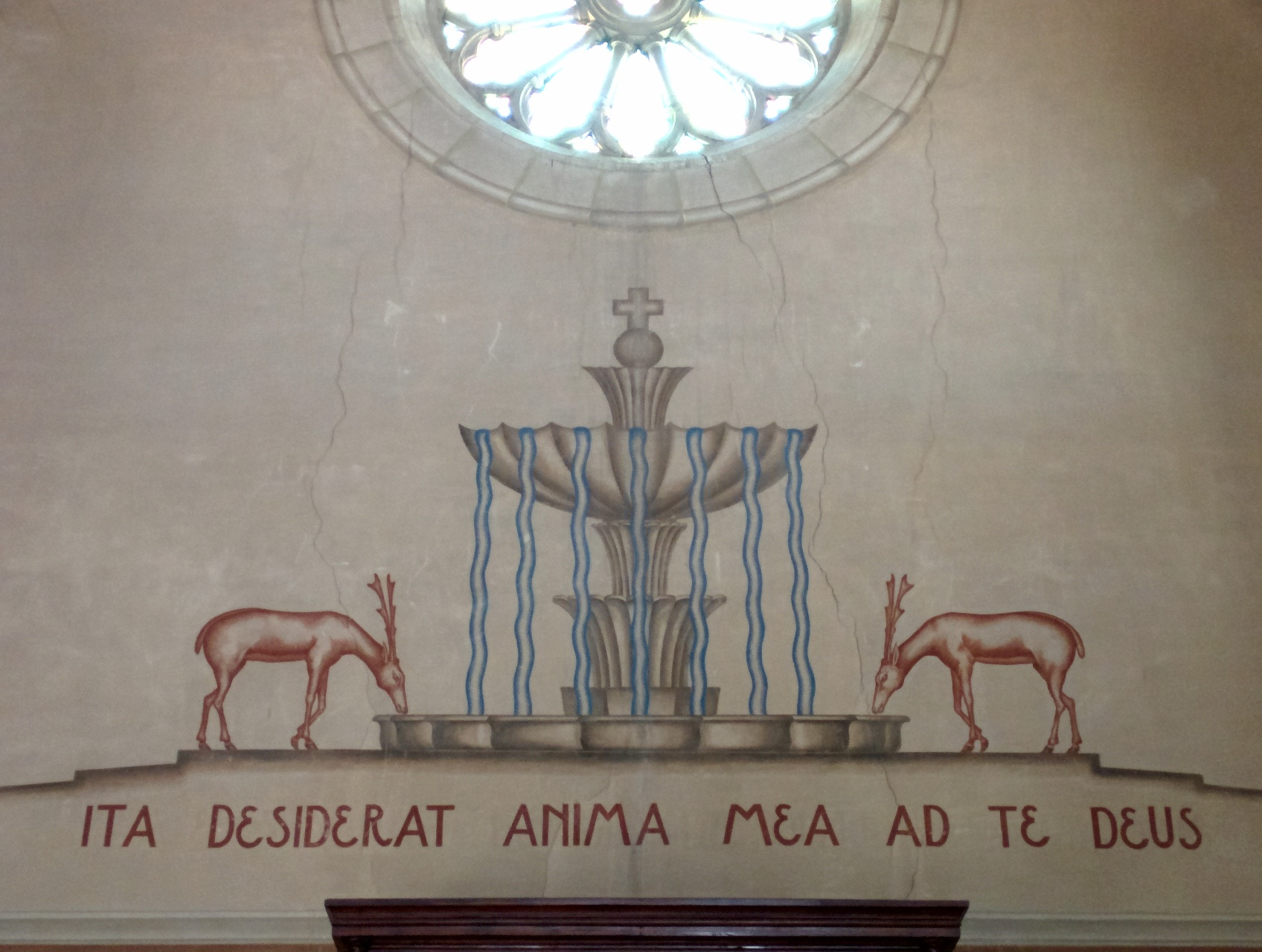
Particolare delle decorazioni sopra la porta principale.

Le mura e il soffitto della chiesa sono per la quasi totalità ricoperti da quella che il Berlaffa definisce una «decorazione murale monumentale».
L'abside risulta decorato in tutti i suoi tre registri. Nel primo è rappresentato un arazzo disteso su tutta la parete. Nel secondo tre dipinti raffigurano la scena dell'Annunciazione: a sinistra l'Arcangelo Gabriele, a destra Maria e al centro un quadro che riporta il loro dialogo (AVE GRATIA PLENA, DOMINUS TECUM, BENEDICTA TU IN MULIERIBUS da parte dell'angelo e ECCE ANCILLA DOMINI, FIAT MIHI SECUNDUM VERBUM TUUM da parte della giovane) e il suo esito (ET VERBUM CARO FACTUM EST). Nel terzo registro è raffigurato il Cristo Benedicente con in mano il libro dell'onnipotenza.
Nella cupola sovrastante il presbiterio, ai quattro vertici, sono rappresentati i simboli dei quattro Evangelisti e alla base delle otto volte a sesto acuto immagini di serafini, cherubini e arcangeli. Sugli intradossi degli archi ai lati del presbiterio sono invece raffigurati i santi Vitale e Lorenzo. Sopra le porte laterali (che recano in sacrestia e in oratorio) sono rappresentate le scene della Natività e della Deposizione dalla Croce, ognuna divisa in tre opere affiancate.
Sopra la porta principale sono raffigurati due cervi che bevono dai sette zampilli della fontana della grazia. In dirimpetto, sull'arco che separa la navata dal coro, sono rappresentate sei pecore, tre per lato, che salgono verso il padrone posto all'apice con in mano la settima pecorella.

#### Altari
La chiesa consta di 6 altari: 5 nella chiesa e 1 nell'oratorio. Tutti gli altari, a parte l'altare della Madonna costruito nel 1913, derivano dalla vecchia chiesetta.
L'altare maggiore originario della vecchia chiesa subì importanti trasformazioni durante il trasloco. Perse le quattro colonne in marmo africano (che vennero usate negli altari delle prime due cappelle), il tabernacolo fu innalzato, furono aggiunti tre gradini porta ceri e la pala raffigurante il martirio di San Vitale venne appesa nel muro dell'abside.
Nelle prime due cappelle laterali sono presenti gli altari del Santissimo Nome di Gesù a sinistra e di tutti i Santi a destra. Disponendoli nella nuova chiesa sono stati innalzati di 32 centimetri rispetto alla mensa e vennero tolte loro le colonne di marmo rosso per sostituirle con le colonne in antico marmo africano che formavano l'altare maggiore. Il primo altare venne costruito nel 1630 e restaurato nel 1730 e presenta una pala di Costantino Pasqualotto raffigurante la Circoncisione di Gesù. Il secondo fu costruito nel 1733 e presenta una seconda tela del Pasqualotto che rappresenta i Santi.
Nelle due cappelle laterali al termine della navata sono presenti gli altari della Madonna a sinistra e del Crocifisso a destra. L'altare della Madonna non è l'altare originario della vecchia chiesa, ma il nuovo altare costruito nel 1913 dopo una donazione anonima di 3000 £. Venne incaricata l'Industria dei Marmi Vicentini per la costruzione che, però, eseguì un lavoro non in armonia con il resto della chiesa e dovette quindi incaricarsi di alzarlo e modificarne lo stile. In quest'ultimo altare venne poi sistemata la statua lignea della Vergine del Rosario scolpita da Valentino Besarel nel 1893 e usata fino al 1913 per la processione della festività del Rosario Nell'altare a destra, invece, è posta la statua settecentesca di Cristo in croce; come gli altari delle prime due cappelle è stato alzato di 32 centimetri rispetto alla mensa, ma conserva ancora le sue colonne di marmo rosso.
Nell'oratorio è invece conservato uno dei cinque altari originari della vecchia chiesa. L'altare fu l'ultimo ad essere spostato perché, già nel 1912, era considerato in eccesso. Si decise quindi di cederlo alla parrocchia di Costabissara che stava erigendo la nuova chiesa parrocchiale la quale, per motivi economici, non poté comprarlo. Vista l'imminente demolizione della chiesa, nel 1914, si decise anche di venderlo, ma nessuno si dimostrò interessato e quindi finì per essere accantonato nell'oratorio. Dopo la sistemazione dell'oratorio nel 1921 si accese un vivace dibattito in paese su quale, fra l'altare vecchio e la nuova opera donata anonimamente nel 1913, dovesse risiedere nella chiesa o nell'oratorio; la Curia ordinò di non muovere gli altari già sistemati decretando quindi la sistemazione del vecchio altare nell'oratorio. Si tratta di un altare commissionato nel 1603 dalla Confraternita del Rosario e che venne abbellito nel 1718. Presenta una pala del Maganza raffigurante la Madonna del Rosario.

#### Tele
Sono presenti cinque tele all'interno della chiesa. Tre di queste (Circoncisione di Gesù e Santi del Pasqualotto e Madonna del Rosario del Maganza) sono sistemate negli altari (altare del Nome di Gesù, dei Santi e della Madonna del Rosario rispettivamente). Le altre due (Il Martirio di San Vitale di Pietro Ricchi e Deposizione di Gesù dalla Croce di Antonio De Pieri) sono poste sopra le porte laterali ed erano originariamente installati nell'ex altare maggiore e al posto della statua di Gesù in croce nell'altare del Crocifisso.

## La vecchia chiesa
Non si hanno notizie certe sull'origine della vecchia chiesa parrocchiale di San Vitale, ma i documenti del 1262 la danno come già costruita e funzionante sebbene l'intitolazione a San Vitale suggerisca un'origine medioevale. Già nel 1273 la chiesa aveva ormai assunto il ruolo di chiesa parrocchiale e aveva surclassato la collinare chiesa di San Lorenzo, più antica.

### Restauri
La chiesetta venne restaura più volte nel corso del tempo.
Nel 1530 venne terminata la copertura di una sezione costruita poco tempo prima e nel 1561 venne sistemato tutto il tetto.

Nel 1665 vennero ricostruite le fondamenta di coro e presbiterio.

Tra il 1715 e il 1716 la chiesa venne praticamente ricostruita dalle fondamenta: aumentò in altezza e da tre navate si passò ad una sola aula.

### Opere
All'interno della chiesa erano numerose le opere presenti e sono state tutte preservate dalla demolizione usandole per abbellire la nuova chiesa.
A fine Ottocento la chiesa presentava in tutto 5 altari tutti ospitanti una tela.
Nel 1561 erano presenti solo due altari, quello maggiore e uno dedicato ai santi Rocco e Sebastiano che, per adempiere ad un voto fatto in tempo di peste, nel 1656 venne rinnovato e dedicato al Nome di Gesù a cui fu aggiunta una pala di Costantino Pasqualotto rappresentante la Circoncisione di Gesù. Tra il 1603 e il 1604 venne costruito l'altare dedicato alla Madonna del Rosario e fu eseguita la tela del Maganza annessa (raffigurante la Madonna con in braccio il messia e in mano il rosario).
Nel 1670 venne costruito un nuovo altare maggiore abbellito con una pala di Pietro Ricchi raffigurante il martirio del santo patrono. 
L'altare venne ulteriormente adornato tra il 1771 e il 1775 con l'aggiunta di un baldacchino costituito da quattro colonne in marmo africano e di una cupola con diverse statue raffiguranti angeli, Gesù risorto, San Paolo, San Pietro e varie altre figure allegoriche.
Nel 1718, dopo il rifacimento della chiesa nel 1716, si aggiunse un quarto altare che venne voluto da privati e dedicato al Crocifisso. Fu abbellito nel 1718 con una pala di Giovanni Antonio De Pieri raffigurante la Deposizione di Gesù dalla croce
Nel 1733 venne costruito il quinto e ultimo altare che fu dedicato ai Santi e accolse la pala Tutti i Santi di Costantino Pasqualotto.